# Душенко, Константин Васильевич
Константи́н Васи́льевич Душе́нко (род. 16 октября 1946, Москва, СССР) — российский переводчик, культуролог и историк. Кандидат исторических наук. Сотрудник Института научной информации по общественным наукам РАН. Переводчик с польского языка, как художественной, так и научной литературы. В частности, перевёл многие произведения Станислава Лема. За работу в области перевода отмечен нагрудным знаком Республики Польша «За заслуги перед польской культурой». Автор многочисленных книг, посвящённых происхождению популярных цитат и крылатых слов. 
Несколько лет вёл постоянную колонку в еженедельнике «Книжное обозрение» (под псевдонимом).

## Биография
Отец — эмигрировавший в СССР и живший под псевдонимом греческий коммунист, мать — воспитательница в хоровом училище Свешникова.
Окончил Московский техникум автоматики и телемеханики, а затем исторический факультет МГУ.
В 1977 году защитил диссертацию на соискание учёной степени кандидата исторических наук по теме «Из истории польской буржуазной общественной мысли: Варшавский позитивизм в 1866—1886 гг.».